# Zuidplas
Zuidplas é um município dos Países Baixos, situado na província da Holanda do Sul. Tem 64,05 km² de área e sua população em 2020 foi estimada em 44.750 habitantes.